# Những ngôi sao thành Eger
Những ngôi sao thành Eger (tiếng Hungary: Egri csillagok) là phim điện ảnh Hungary sản xuất năm 1968, do Zoltán Várkonyi đạo diễn, dựa theo tiểu thuyết Những ngôi sao thành Eger của Géza Gárdonyi về trận chiến lịch sử diễn ra tại thành Eger. Phim từng công chiếu rộng rãi tại Việt Nam thập niên 1980.

## Diễn viên
- Imre Sinkovits...	István Dobó
- György Bárdy...	Jumurdzsák
- István Kovács...	Gergely Bornemissza
- Tibor Bitskey...	Mekcsey István
- Gábor Agárdi...	Sárközy
- Vera Venczel...	Éva Cecey
- Éva Ruttkai...	Queen Izabella
- Hilda Gobbi...	Baloghné
- Vera Szemere...	Ceceyné
- Ildikó Pécsi
- Teri Horváth
- Péter Benkö...	János Török
- Rudolf Somogyvári...	István Hegedûs
- Miklós Szakáts
- Gyula Benkö...	Veli bég